# Campionats del món de ciclisme de muntanya i trial de 2013
Els Campionats del món de ciclisme de muntanya i trial de 2013 van ser la 24a edició dels Campionats del món de ciclisme de muntanya organitzats per la Unió Ciclista Internacional. Les proves tingueren lloc del 26 d'agost a l'1 de setembre de 2013 a Pietermaritzburg (KwaZulu-Natal) a Sud-àfrica.

## Resultats

### Camp a través
| Proves         | Or                                                                                     | Plata                                                                 | Bronze                                                                       |
| Masculí        | Nino Schurter (SUI)                                                                    | Manuel Fumic (GER)                                                    | José Antonio Hermida (ESP)                                                   |
| Femení         | Julie Bresset (FRA)                                                                    | Maja Włoszczowska (POL)                                               | Esther Süss (SUI)                                                            |
| Masculí sub-23 | Gerhard Kerschbaumer (ITA)                                                             | Julian Schelb (GER)                                                   | Michiel van der Heijden (NED)                                                |
| Femení sub-23  | Jolanda Neff (SUI)                                                                     | Pauline Ferrand-Prévot (FRA)                                          | Yana Belomoyna (UKR)                                                         |
| Masculí júnior | Lukas Baum (GER)                                                                       | Peter Disera (CAN)                                                    | Gioele Bertolini (ITA)                                                       |
| Femení júnior  | Alessandra Keller (SUI)                                                                | Emilie Collomb (ITA)                                                  | Sarah Bauer (GER)                                                            |
| Relleus Mixt   | Itàlia · Marco Aurelio Fontana · Gioele Bertolini · Eva Lechner · Gerhard Kerschbaumer | França · Jordan Sarrou · Raphaël Gay · Julie Bresset · Maxime Marotte | Alemanya · Markus Schulte-Luenzum · Georg Egger · Hanna Klein · Manuel Fumic |

### Camp a través per eliminació
| Proves  | Or                       | Plata                   | Bronze                |
| Masculí | Paul van der Ploeg (AUS) | Daniel Federspiel (AUT) | Catriel Soto (ARG)    |
| Femení  | Alexandra Engen (SWE)    | Jolanda Neff (SUI)      | Linda Indergand (SUI) |

### Descens
| Proves         | Or                     | Plata                   | Bronze              |
| Masculí        | Greg Minnaar (RSA)     | Michael Hannah (AUS)    | Jared Graves (AUS)  |
| Femení         | Rachel Atherton (GBR)  | Emmeline Ragot (FRA)    | Tracey Hannah (AUS) |
| Masculí júnior | Richard Rude Jr. (USA) | Loris Vergier (FRA)     | Michael Jones (GBR) |
| Femení júnior  | Tahnée Seagrave (GBR)  | Danielle Beecroft (AUS) | Tegan Molloy (AUS)  |

### Trial
| Proves                       | Or                                                               | Plata                                                                              | Bronze                                                                  |
| Masculí - 20 polzades        | Abel Mustieles (ESP)                                             | Aurélien Fontenoy (FRA)                                                            | Benito Ros (ESP)                                                        |
| Masculí - 26 polzades        | Vincent Hermance (FRA)                                           | Gilles Coustellier (FRA)                                                           | Kenny Belaey (BEL)                                                      |
| Femení                       | Tatiana Janickova (SVK)                                          | Gemma Abant (ESP)                                                                  | Janine Jungfels (AUS)                                                   |
| Masculí júnior - 20 polzades | Bernat Seuba (ESP)                                               | Thomas Pechhacker (AUT)                                                            | Alex Rudeau (FRA)                                                       |
| Masculí júnior - 26 polzades | Jack Carthy (GBR)                                                | Nils-Obed Riecker (GER)                                                            | Jeremy Descloux (FRA)                                                   |
| Equips                       | Espanya · Bernat Seuba · Benito Ros · Rafael Tibau · Gemma Abant | França · Aurélien Fontenoy · Jeremy Descloux · Gilles Coustellier · Marion Porcher | Alemanya · Lucas Krell · Matthias Mrohs · Hannes Herrmann · Andrea Wesp |

## Medaller
| Pos.  | País          | Or | Plata | Bronze | Total |
| 1     | Suïssa        | 3  | 1     | 2      | 6     |
| 1     | Espanya       | 3  | 1     | 2      | 6     |
| 3     | Regne Unit    | 3  | 0     | 1      | 4     |
| 4     | França        | 2  | 7     | 2      | 11    |
| 5     | Itàlia        | 2  | 1     | 1      | 4     |
| 6     | Alemanya      | 1  | 3     | 3      | 7     |
| 7     | Austràlia     | 1  | 2     | 4      | 7     |
| 8     | Sud-àfrica    | 1  | 0     | 0      | 1     |
| 8     | Eslovàquia    | 1  | 0     | 0      | 1     |
| 8     | Suècia        | 1  | 0     | 0      | 1     |
| 8     | Estats Units  | 1  | 0     | 0      | 1     |
| 12    | Àustria       | 0  | 2     | 0      | 2     |
| 13    | Polònia       | 0  | 1     | 0      | 1     |
| 13    | Canadà        | 0  | 1     | 0      | 1     |
| 15    | Argentina     | 0  | 0     | 1      | 1     |
| 15    | Bèlgica       | 0  | 0     | 1      | 1     |
| 15    | Ucraïna       | 0  | 0     | 1      | 1     |
| 15    | Països Baixos | 0  | 0     | 1      | 1     |
| Total | Total         | 19 | 19    | 19     | 57    |